# Студентські будівельні загони

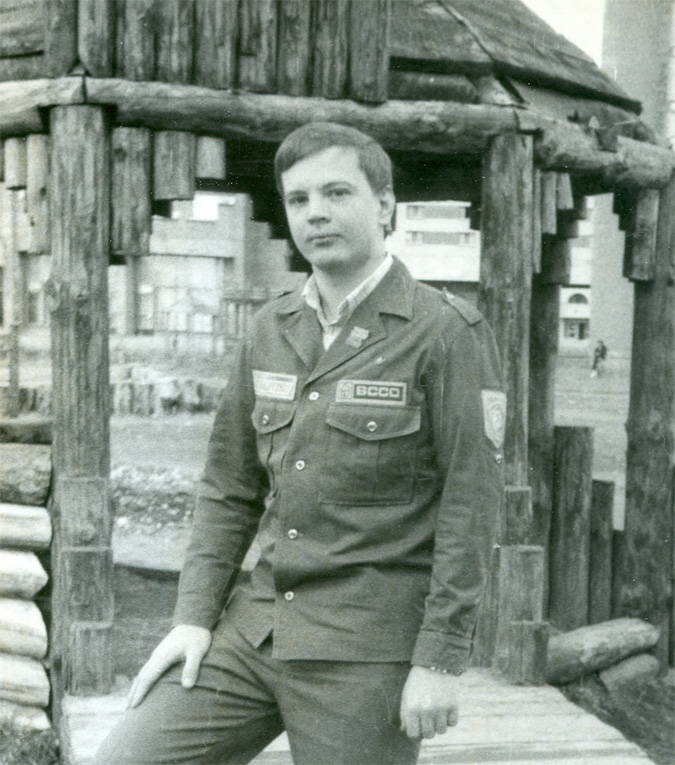
Учасник загону в уніформі

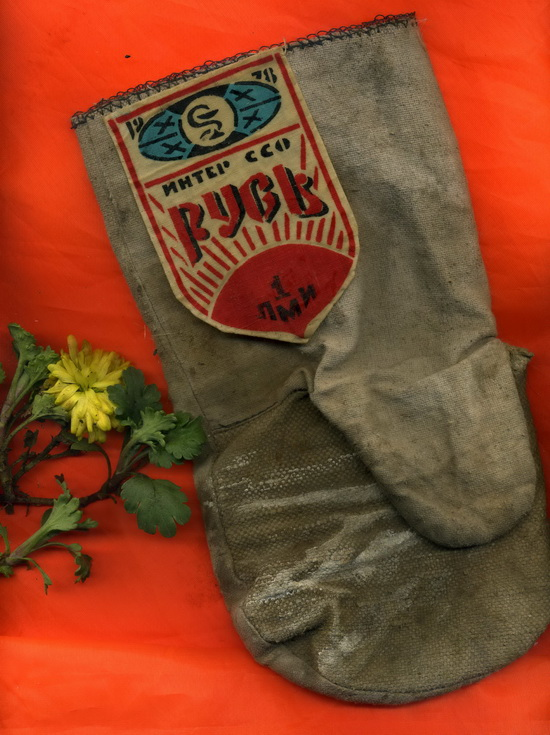
Саморобний сувенір на згадку про студентський будівельний загін, 1978 р.

Студе́нтські будіве́льні заго́ни або СБЗ (рос. стройотряд) — організаційна і тимчасова форма студентського життя і праці влітку, котра починалась під орудою комсомолу як Всесоюзна програма ЦК ВЛКСМ. Форма тимчасового студентського життя і праці не зникла, а була відновлена по розпуску комуністичного союзу молоді й мала форми як влітку, так і впродовж року (нечасто). Вперше реалізована у житті радянського студентства влітку 1924 року.

## Історія

ВКП (б) — вождь і організатор комсомола, 1943 р. Вікна РОСТА.

Всесоюзний студентський будівельний загін (рос. ВССО) — офіційна форма праці за зарплатню для студентської молоді, реалізована на базі відповідних нормативних актів СРСР. Будівельні загони із залученням студентської молоді у канікули формувались для праці влітку, тому ця форма отримала назву «трудовий семестр».
Перший трудовий семестр був проведений влітку 1924 року за ініціативи ВЦРПС та Народного комісаріату праці і просвіти СРСР. Того ж року (1924) була видана перша інструкція щодо проведення трудової повинності для навчальної молоді влітку. Реалізацію наказу зробили обов'язком комуністичного союзу молоді вишів. Серед перших вишів, котрі діяльно підтримали цю форму, став МВТУ імені Баумана.
Студентів почали називати «трудармійці». «Каналоармійці» або Зеки — відроджена форма рабської праці для усіх інших категорій мешканців СРСР на будівельних майданах країни, найдешевша робоча сила в країні, що стала необтяжливим засобом для комуністичного уряду виправити кепський економічний стан і розруху в державі по закінченні громадянської війни.
1933 року кількість трудармійців дорівнювала триста п'ятдесят тисяч (350 000). Студенти-трудармійці працювали пліч-о-пліч з будівельниками на півночі СРСР і у Сибіру, у Магнітці і на Дніпрогесі, на побудові Московського метрополітену, на створенні залізниці Москва-Омськ (котрою повезуть каналоармійців-зеків у концтабори Сибіру, на Камчатку і Далекий Схід). У повоєнний період форму пригадали і відродили 1948 року у місті Ленінград. Першими були студенти Ленінградського політехнічного інституту, що працювали влітку на будівництві місцевих гідроелектростанцій Ленінградської області. Студенти не допускались до проектних робіт чи до розробки кардинальних рішень як непрофесіонали. Для них були залишені ролі простих виконавців важкої чи непрофесійної праці нижчого щаблю.
Чергове рішення про створення першого будівельного загону у Москві зафіксоване 13 жовтня 1958 року на Дев'ятій звітно-виборчій конференції комсомольців фізичного факультету Московського Державного університету. Перший студентський будівельний загін був створений весною 1959 року. Того ж літа 339 студентів-фізиків Московського державного університету імені М. В. Ломоносова відбули на Цілину в Північноказахстанську область (Булаєвський район), где вибудували шістнадцять (16) різних за призначенням споруд господарського та житлового призначення (телятники, крільчатники, загони для свійської птиці, житлові бараки). Прикладу столичних фізиків наслідували і студенти-комсомольці інших інститутів СРСР, що теж прибули на цілинні землі.
1963 року до студентських загонів додали і загони студентського небудівельного формата — загони педагогів, провідників потягів тощо. Єдиний для усіх СБЗ статут був створений і прийнятий 1966 року, а 1969 року сформували центральний штаб ВСБЗ у складі ЦК ВЛКСМ у Москві.
У вересні 1991 року на XXII з'їзді ВЛКСМ політичну роль союзу визнали вичерпаною, а комуністичний союз молоді декларував про саморозпуск. Студентські будівельні загони зникли.

## Назви, атрибутика і символіка

Нашивка на куртку СБЗ, 1978 р.

Назви студентських будівельних загонів або відбивали фахову специфіку навчального закладу («Корабел» у кораблебудівельному вузі, «Гіпократ» або «Айболіт» — у медичному), або мали романтичне чи жартівливе спрямування («Альтаір», «Вихор», «Діоген», «Деміург», «Русь», «Нові люди», «Норд», «Сіріус», «Слов'яни», «Сковорода»). Декілька назв загонів були просто географічними назвами — «Балтика», «Кокчетав», «Пенза», «Сибір». Були приклади і національної символіки. Машинобудівний інститут імені Чубаря міста Запоріжжя мав студентський загін імені Лесі Українки (1972 рік).
Цілеспрямовано виникла і атрибутика студентських будівельних загонів — емблеми, значки, іноді нагороди. Аматори-художники та студенти також створювали декор тимчасових молодіжних барів для дозвілля (від паперових і текстильних прикрас до імітації фресок). Іноді імітації фресок були справжніми явищами творчості художників-декораторів: загін «Балтика» мав стінописи у стилі сюрреалізма тоді, коли у декорі всіх загонів панували соцреалізм і пропагандистські плакати[джерело?].
В Україні лідером по створенню і виробництву значків для СБЗ був Ждановський металургійний інститут. Працівник цього навчального закладу за часів СРСР Василь Федорович Чигарев за двадцять років праці створив значки для ста шістдесяти студентських загонів самого металургійного інституту і близько двадцяти — для загонів інших навчальних закладів, студенти котрих працювали влітку у агломерації Маріуполя.
Іншим автором значків для студентських загонів у Донецькій області був Малаха Євген Олександрович, котрий працював у Макіївському інженерно-будівельному інституті (рос. МИСИ). Саме Малаха зробив макети значків і замовив їх виробництво на тодішньому ВНИИВЭ.

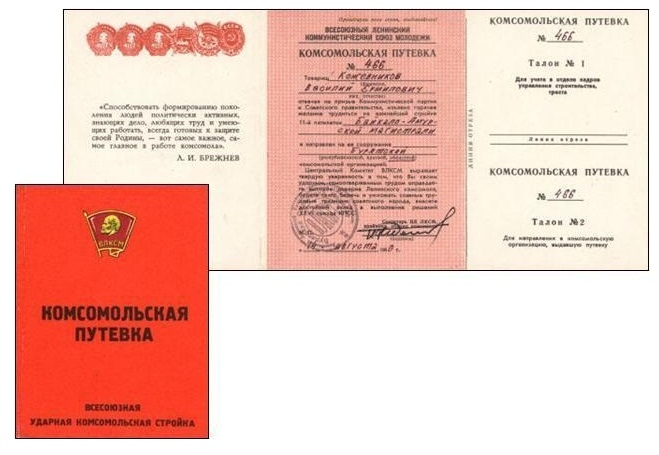
Комсомольська путівка для зарахування у СБЗ
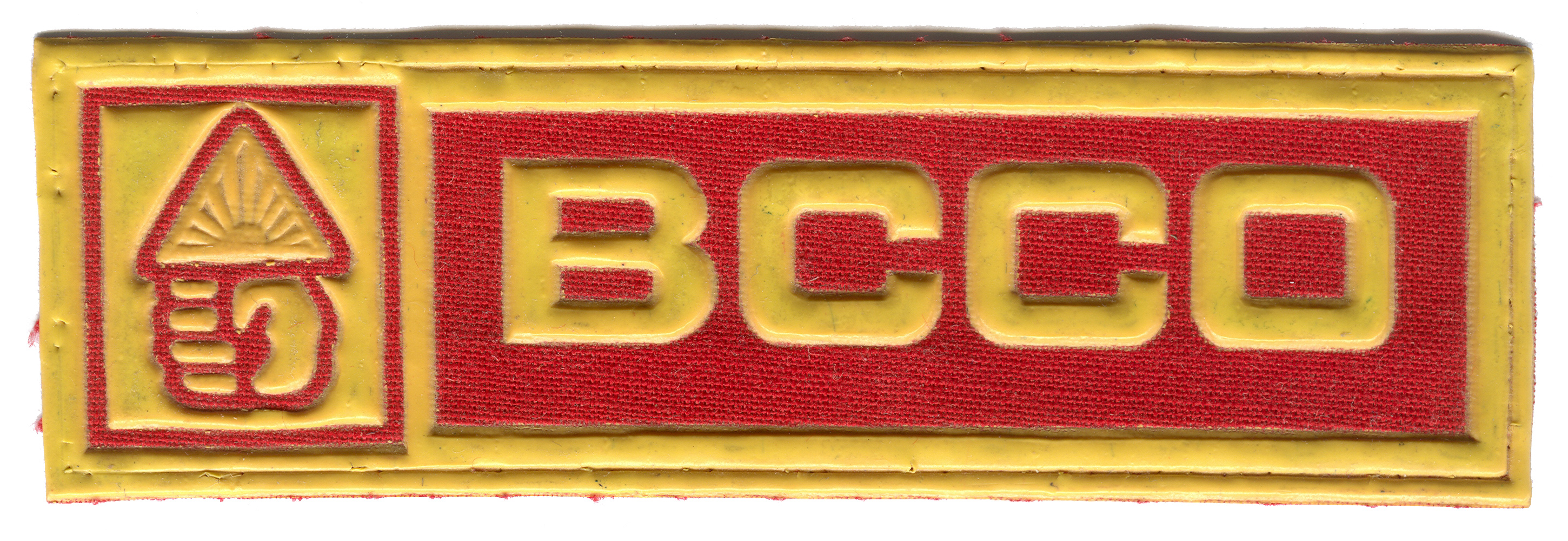
Нагрудна позначка члена СБЗ часів зниклого СРСР
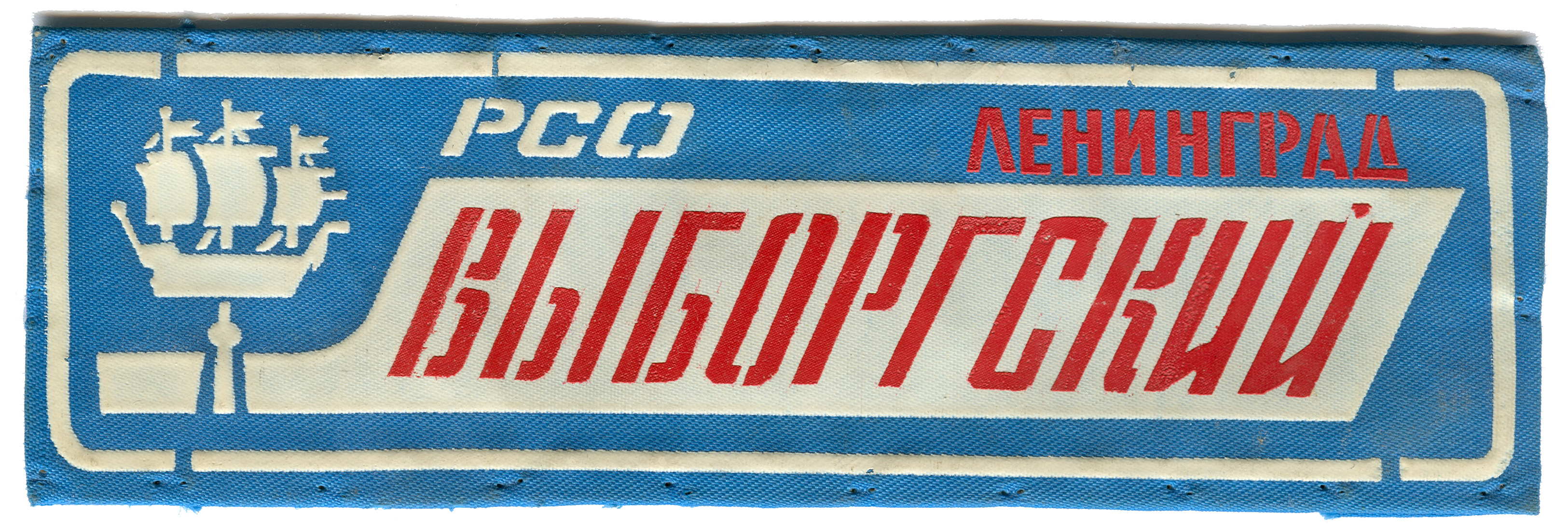
Індивідуально виконана нагрудна позначка члена СБЗ  «Виборзький» Виборзького районного відділення будівельних загонів. Ленінградська область, фото 2008 року.
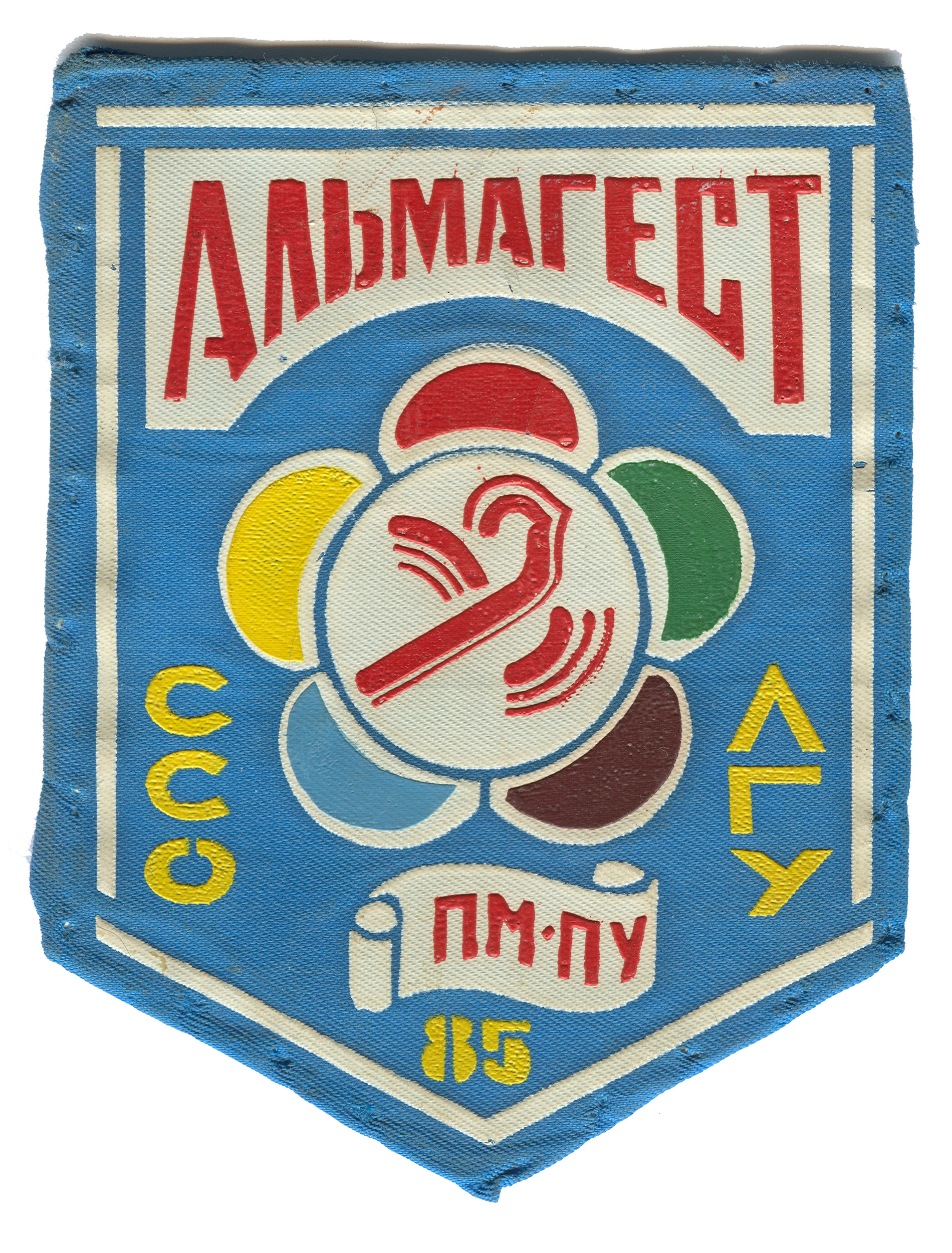
Емблема студентського загону «Альмагест», студентський загін Ленінградського державного університету,  1985 р.
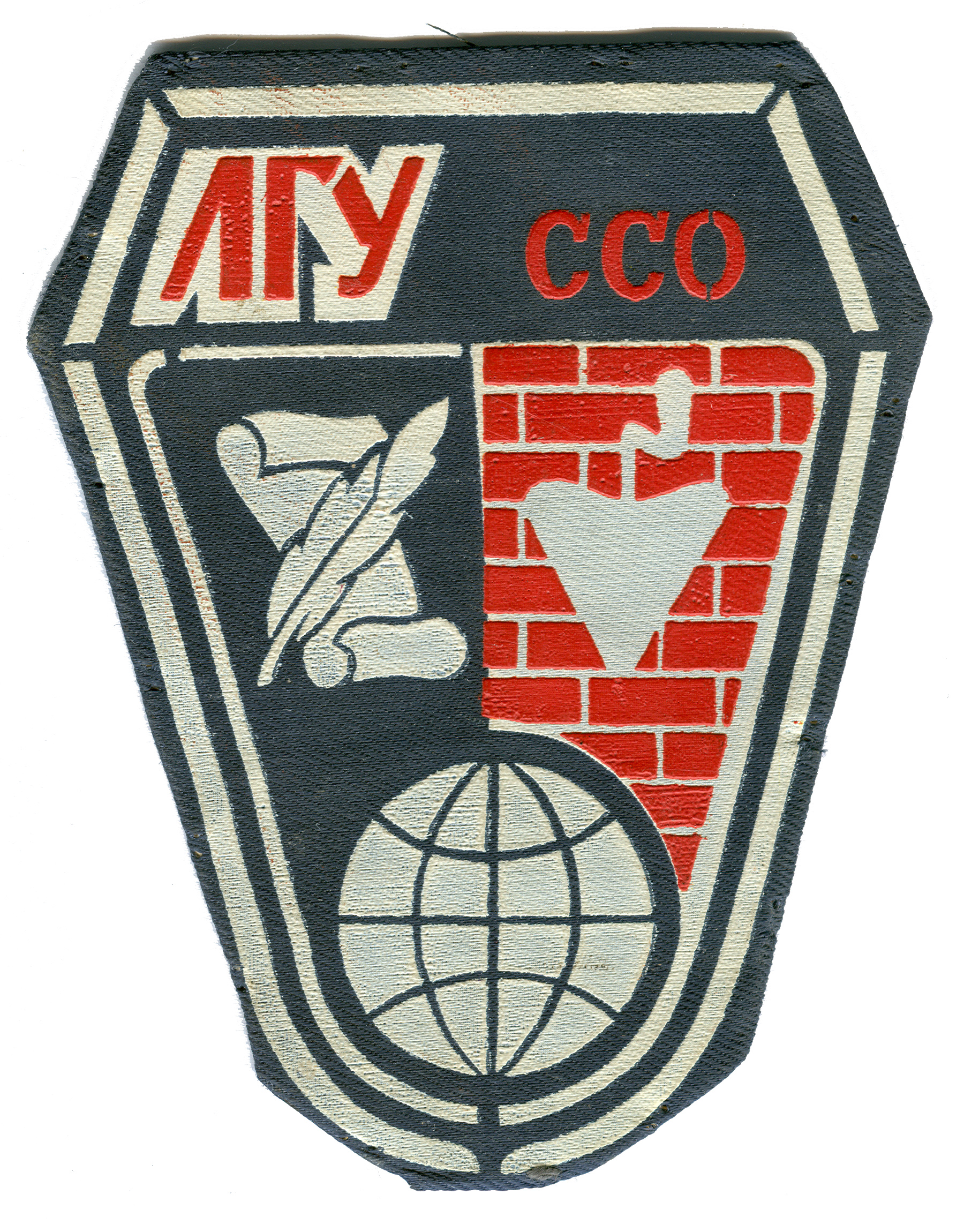
Узагальнена емблема студентських загонів Ленінградського державного університету часів СРСР без позначки року
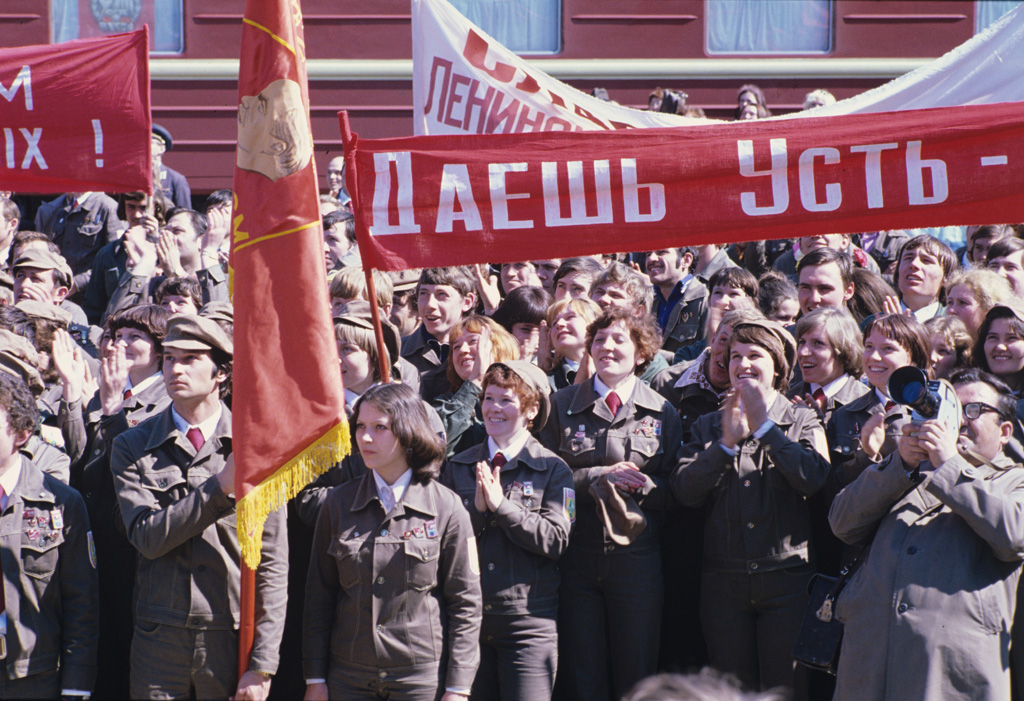
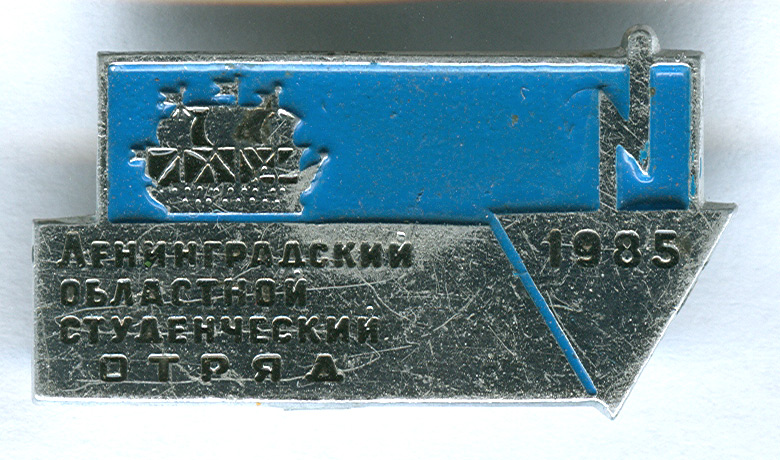
Значок ленінградських студентських будівельних загонів зразка 1985 року.
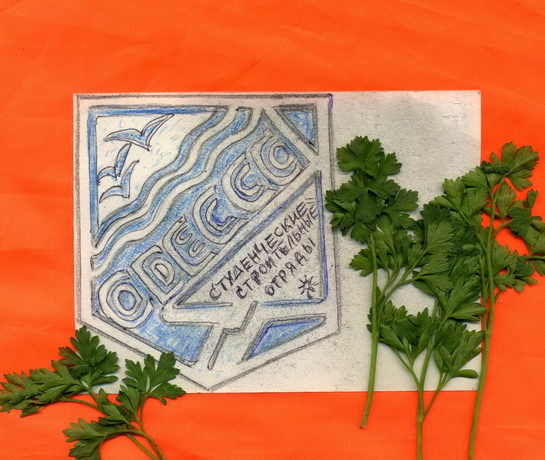
Замальовка значка «Одеса. Студентські будівельні загони», (значок не датовано)
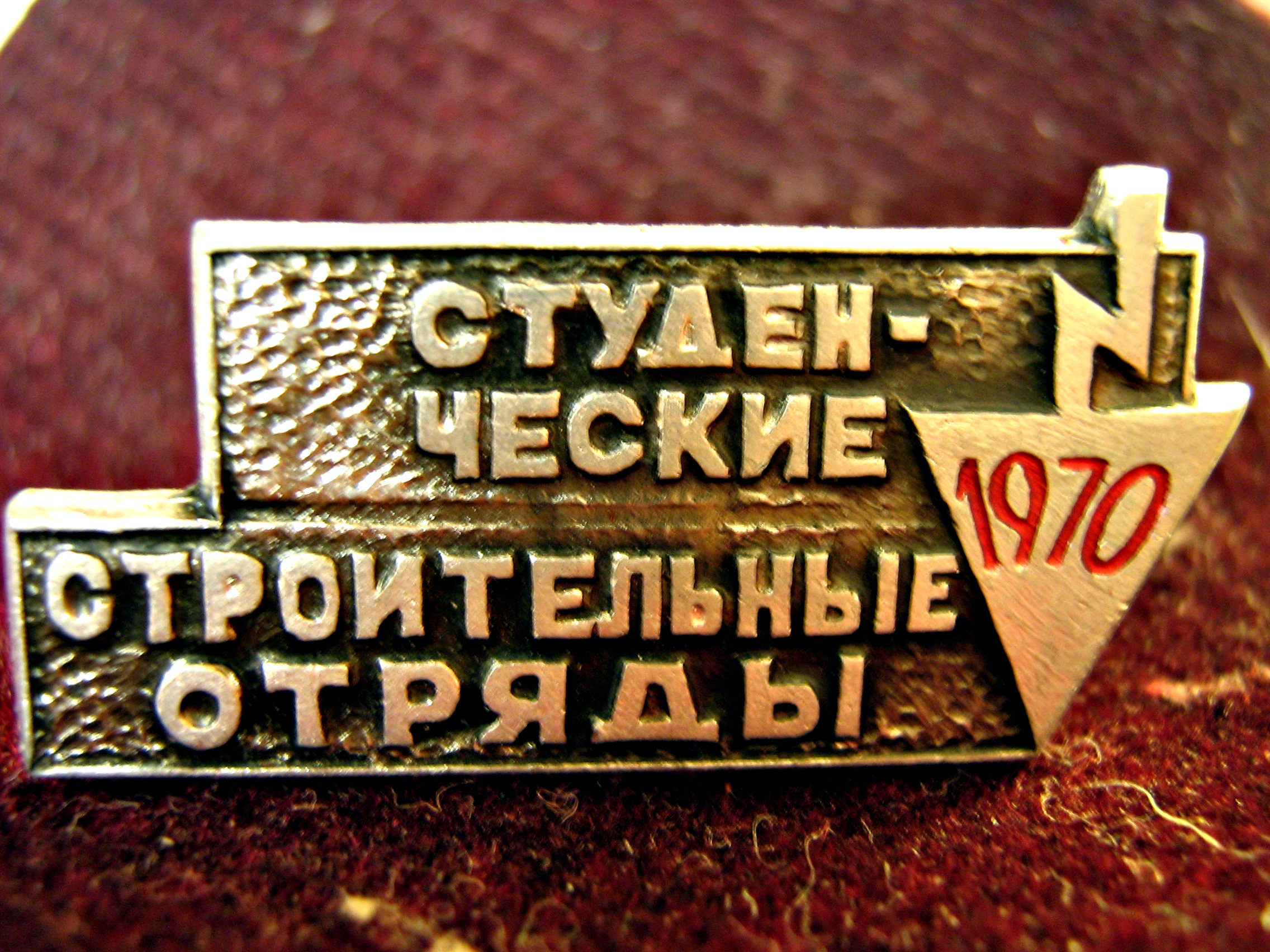
Значок СБЗ зразка 1970 року.
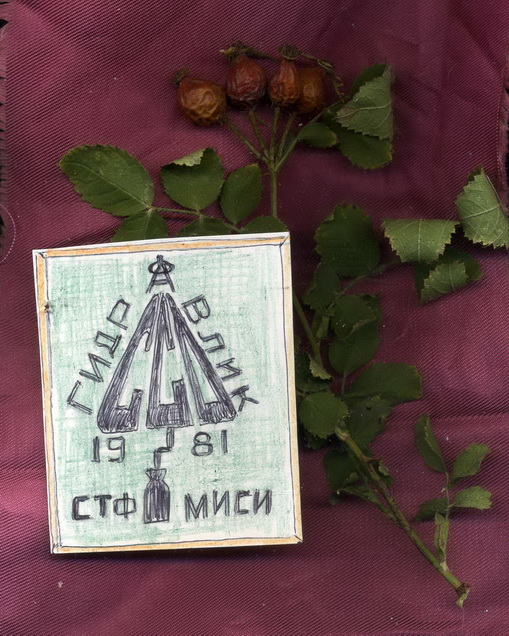
Композиція з малюнком значка роботи Є. Малахи.

Значки і символіку студентських загонів продають і купують на аукціонах.

## Сленгстудентських загонів

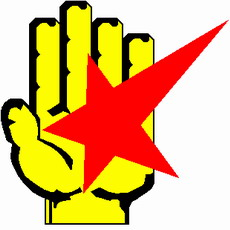
Емблема студентського загону «Альтаір»

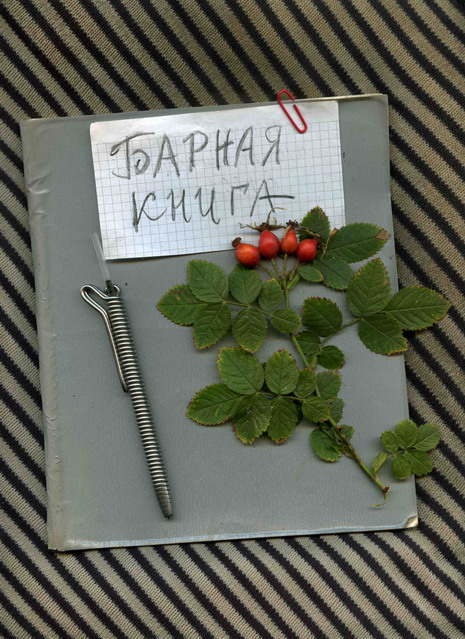
Барна книга, обкладинка, 1977 р.

- Штаб будзагонів — ієрархічна структура студентських будівельних загонів, очолювалась штабом будзагонів під керівництвом лідерів ЦК ВЛКСМ.
- Командир лінійного будівельного загону — голова лінійного студентського загону, лише формально виборна посада за часів СРСР. За часів СРСР призначався цілеспрямовано після рішення парткому (партійного бюро) навчального закладу, рішення котрого комітет комсомолу лише затверджував. Відповідав за реальну роботу лінійного студентського загону перед парткомом і формально перед комітетом комсомолу.
- Командир СБЗ — невиборна посада, голова окремого загону на місцях, керівник і посадовець з правом першого підпису фінансових документів і розподілу зароблених грошових сум та кадрових питань.
- Комісар — керівник поряд із командиром загону. Лише формально посада була виборною. В реальності призначення було цільовим і виключно правом партійного комітету (партбюро) навчального закладу, на базі котрого створювався майбутній загін. Обирався зі студентів-членів комуністичної партії, що покинули комсомол і перейшли до лав комуністичної партії. Керівник і наглядач ідеологічної роботи у студентському загоні на термін його тимчасового існування. Мав право як і командир виключати з лав студентського загону порушників трудової чи комсомольської дисципліни та вимог до режиму СБГ, а також ставити питання виключати порушників як із комсомола, так і виключення з навчального закладу.
- Майстер (виконроб) — організатор і наглядач за працею студентського загону. Зазвичай першим відбував на майбутню дислокацію загону, укладав договір з роботодавцем, узгоджував розцінки робіт тощо. Міг відбути на майбутню дислокацію загону разом із командиром (у разі його призначення) чи з бригадою квартир'єрів. Відповідав (разом із штабом) за розподіл зарплатні між бригадами з урахуванням коефіцієнта трудової участі (КТУ). Офіційно КТУ як норма була офіційно затверджена, у реальності було чимало випадків її формального використання при приховуванні результатів розподілу грошових сум.
- Бригадир — голова окремої студентської бригади загону на місцях, бажано з будівельним досвідом у минулому. У випадках невдалого керівництва (штабників без організаційних здібностей), призначених формально чи лише за лояльність до комуністичного парткому виші, керівні функції на період тимчасової праці перебирали на себе бригадири.
- Лікар — необхідна посада у молодіжному загоні, що наглядала за виконанням санітарних та протиепідемічних норм, дотримання техніки безпеки і профілактики травматизма у молодіжному товаристві, що працювало не за фахом і у складних, незвичних природних і виробничих умовах.
- Завгосп — неполітична посада завідувача господарством загону та його майном.
- Квартир'єр (зазвичай квартир'єри) — неофіційна назва першої бригади, завдання котрої приготувати умови для життя і функціювання студентського будівельного загону на новому місці і забезпечення відкриття студентського табору до приїзду на місце головного контингенту загону. Забезпечення окремого спального і безпечного відділку для жіночої частини загону.
- Літописець — історик загону, що занотовував офіційну історію його подій і досягнень.
- Молодіжний бар або просто Бар — місце проведення зборів загону, вечорами — приміщення неформального спілкування, проведення свят чи святкування днів народження, танців, у забезпечених загонах — місце проведення маленької вечері.
- «Барна книга» — неофіційний літопис загону, де занотовували жарти, побажання, відгуки на події, претензії до керівництва чи окремих і неприємних осіб. Зазвичай у «Барній книзі» не використовувалась ненормативна лексика (мати), але дозволявся жаргон. Привабливість «Барної книги» була у її анонімності і неформальності записів та малюнків (карикатур), анонімності досить відвертих думок чи зауважень. Рукописна «Барна книга» забиралась і зберігалась патріотами загону по закінченні терміну його існування і ставала невизнаним архівом студентства окремого вишу.
- Пісня загону — неформальний гімн студентського загону, пісня (народна або створена наново у самому загоні), котру мала знати кожна особа загону.
- Куртка (целінка) — за попередніми розрахунками була призначена бути робочим одягом. Але з часом перебрала на себе функцію парадної форми. Саме на куртку розміщали емблеми загону, значки і відзнаки, куртка мала функцію військового строю, візитівкою члена студентського загону. Вислужена за добропорядну працю куртка з емблемою і значками була предметом гордості власника. Випадки продажу власної куртки (цілинки) були унікальним явищем і прийшли у добу девальвації, падіння авторитету комсомолу.
- Штрафи і наряди — форми покарання студентів будівельного загону з метою залякування і підкорення владі штабу. Передували виключенню з загону. Не завжди були справедливі, в історії будівельних загонів є випадки стимулювання осіб не за заслуги і несправедливого покарання невинних.
- Присяга — неофіційна церемонія прийняття новачків у СБЗ. На жаль, у багатьох загонах церемонія присяги була перетворена у форму «мордування новачків». Нічого урочистого не було в тому, коли тендітні дівчатка з музичною освітою і дебелі хлопці з досвідом служби у радянській армії піднімали новачків вночі, зав'язували їм очі, примушували пити гидоту з перцем та сіллю і вступати ногами у калюжі. В такій церемонії присяги відбилися найгірші традиції дідівщини і агресивного ставлення до новачків. Церемонія присяги такого типу потребує змін на романтичну і піднесену (як посвяту у лицарі), аби її згадували як вдачу, а не як неприємність і нікчему.

## Умови праці і вимоги техніки безпеки
Траплялися випадки отруєння неїстівними грибами, отруєння чадним газом, отруєння сурогатами алкоголю, травми кінцівок, смерть студента при нещасних випадках.

## Дозвілля
Серед форм дозвілля — студентські стінгазети з фотографіями і малюнками, агітбригади, концерти і лекції для місцевих мешканців, святкування днів народження, літній карнавал, дні концертів іноземців (у інтернаціональних студентських загонах), фестивалі студентських будівельних загонів (проводились у день святкування Дня будівельника, що припадав на другу неділю серпня).

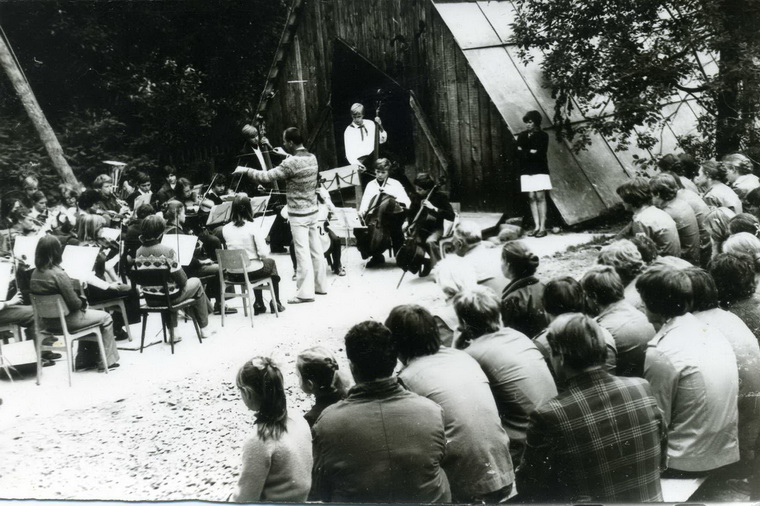
Культурна програма. Концерт дитячого симфонічного оркестру у СБЗ «Русь», 1977 р. Ленінградська область
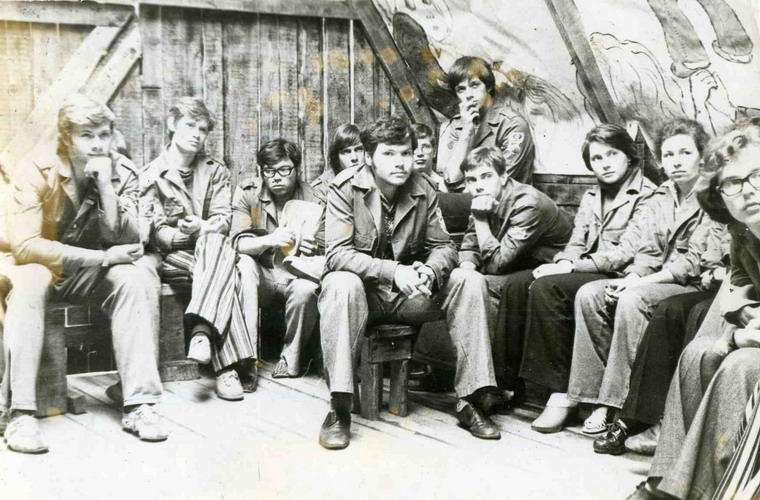
Загальні збори студентського загону в молодіжному барі, м. Зеленогорськ, Ленінградська область, 1977 р.
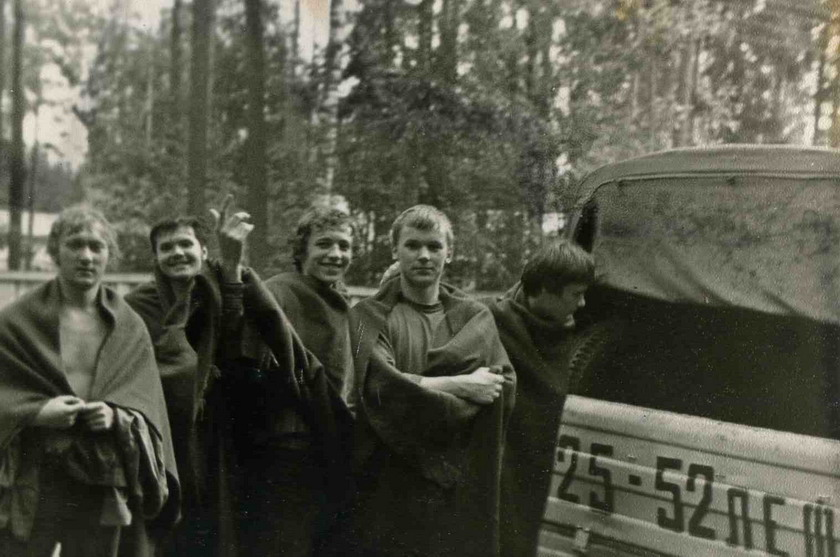
1977 р.
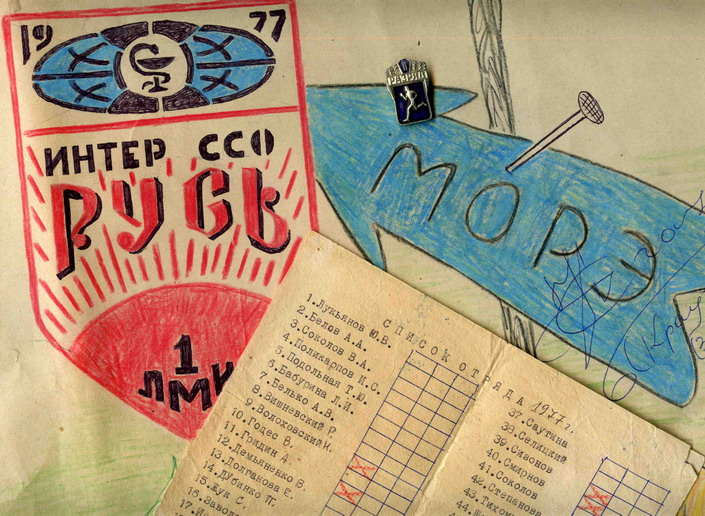
Фрагмент збереженого паперового декору молодіжного бару СБЗ «Русь» з емблемою та список загону 1977 року.
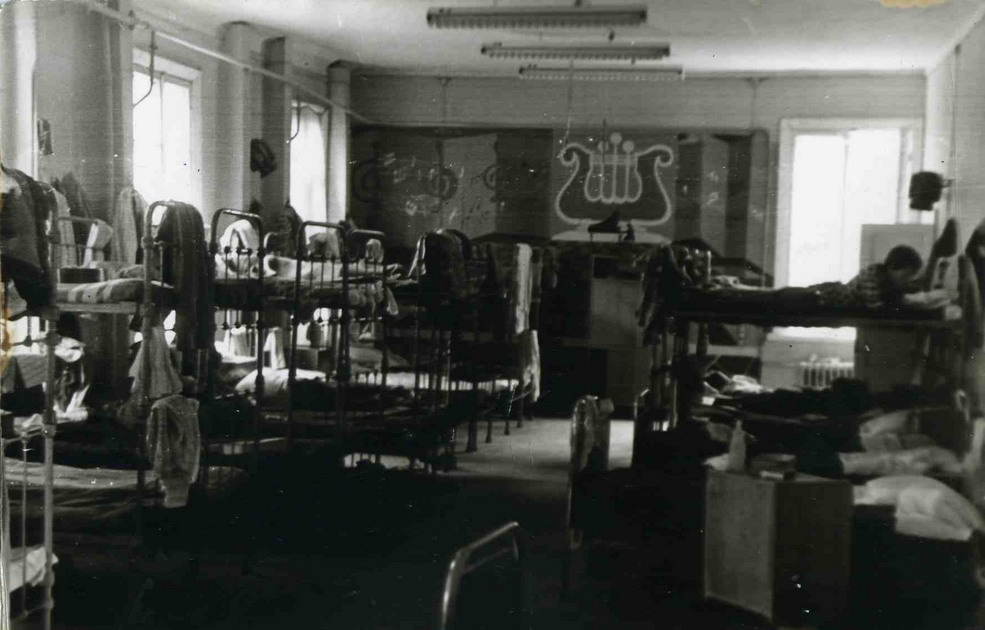
Спальня чоловічої частини будівельного загона, м. Зеленогорськ, 1977 р.

## Відгуки
- "Улітку 1958-го всіх студентів другого курсу нашого ВНЗ відправили в обов'язковому порядку на Цілину. Ухиляння було рівносильним відрахуванню з інституту. Не поїхали лише ті, у кого були на те вагомі підстави, підкріплені довідками, або «блатні», тобто діти якихось особливих батьків. Так я став одним з перших цілинників, провівши близько чотирьох місяців у Павловському зернорадгоспі, який займав площу мало не трьох Бельгій. Все відбувалося так, як можна побачити зараз в кадрах кінохроніки. Натовпи комсомольців-добровольців на вокзалі, щасливі обличчя, пісні, музика, ентузіазм, непідробна віра в світле майбутнє, вагони-теплушки. Разом зі студентами у потязі відправлялися туди й справжні цілинники, тобто ті, хто збирався залишитися там на все життя. Мені, міському піжонові, це було незрозуміло, але на короткий термін я вирішив поїхати з усіма… Саме на Цілині я ще раз отримав вагомі підтвердження моєї неприязні до радянської пропаганди, до всієї цієї брехливої помпезності. А дивуватися тоді було від чого. Адже ми своїми очима бачили масштаби цих втрат, втрат людської праці, ентузіазму, віри, зерна. Крім роботи із зерном, ми намагалися спочатку щось будувати там, якесь зерносховище, корівник. Усе це було кинуто недобудованим і пропало. Навіть у найбільш інфантильних і байдужих хлопців перебування на Цілині залишило почуття якоїсь безглуздості. А якщо говорити про позитивні наслідки цієї поїздки, то всі труднощі, з якими нам довелося там стикнутися, дали багатющий життєвий досвід, неоціненний для мешканця міста[5]… " (1958 р.)
- «СБЗ — омана і помилка молодості» (осінь, 1977)
- «Мой муж принимал участие в стройотрядах. Он работал в Сибири на строительстве поселка, в городе Канске на кирпичном заводе, в строй отряде на БАМе. Везде работа была очень тяжелой, но хотелось заработать, и ребята старались изо всех сил. Чаще всего, денег они зарабатывали в разы меньше, чем было обещано. Львиная доля заработанного уходила командиру отряда и его приближенным. Рядовым же оставались крохи…» (12 квітня 2012 р.[4])
- «Был в ССО МИФИ: 66г. ж/д Тавда-Сотник −51 человек; 67г. Красноярский край строительство школы д. Романовка Идринского района — 51 человек; 68г. Норильск медный комбинат — 190 человек. Не согласен с автором. Он пытается осовременить представления о ССО. Не были стройотряды тусовкой, а были серьёзной и нелёгкой работой пока за это „серьёзно“ не взялся комсомол. В МИФИ это началось в (19)68 году. А комсомол тогда был уже бюрократической организацией. Вот в тусовочных отрядах и заработки были низкие. До сих пор жалею, что после пятого курса не поехал с отрядом на безкомсомольской основе в Приморье.» (23 травня 2013 р.[4])

## Студентські сільськогосподарські загони

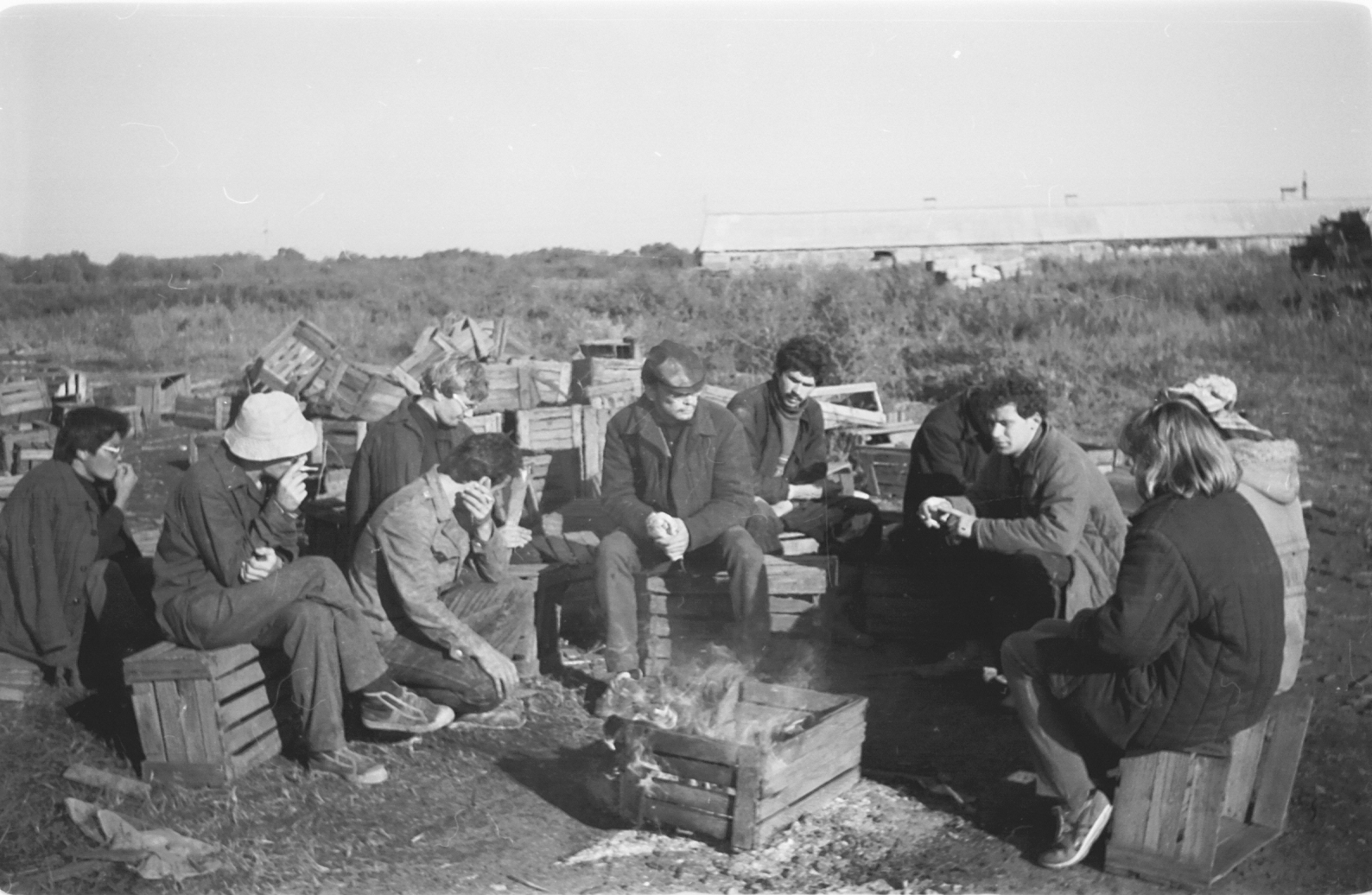
Відпочинок студентів-вантажників на сільгоспроботах, 1986

Окрім студентських будівельних створювали і студентські сільськогосподарські загони, бо колгоспне сільське господарство у СРСР перебувало у постійному кризовому стані. Його ніяк не вдавалося перевести на промислові рейки. У повоєнний період (після 1945 року) наклались ще проблеми відновлення поруйнованого житла та інфраструктури у селах, що перебували на лініях фронту та на тимчасово окупованих територіях. Тисячі сільських поселень не мали електропостачання, тому про жодну модернізацію на селі не йшлося. До важкої, майже рабської праці на селі десятиліттями залучали солдатів, робітників промислових підприємств, навіть бібліотекарів і медиків з поліклінік.
За спогадами одного з учасників студентських сільськогосподарських загонів, їх, першокурсників у 1956 році, посадовили у потяг і вивезли у Джанкой з Києва (відмова від виїзду розглядалась як зрада і загрожувала виключенням з інституту). На станції перевантажили першачків на вантажівку і вивезли у село. Житлом для студентів зробили порожній сарай та порожню стайню, куди привезли нари. Жінок розселили окремо. Постали проблеми з харчуванням. Кухні не було. На польовому стані виділили ділянку під пункт харчування. Знайшли серед студентів моторного хлопця (родом з села), що валькував у рідному поселенні та знався на створенні печей. Він і виклав піч на польовому стані, де годували їжу. Але не в кожному загоні міг бути такий пічник.
Завданням для студентів було збирання качанів кукурудзи. Денна норма на одну особу — двісті кілограмів качанів, незалежно від статі й фізичного стану. Заради стимулів підключили комсомольців-активістів, на зібранні постановили не тільки виконувати денний план, а й перевиконувати його на п'ятнадцять відсотків понад норму. Знайшовся й свій рекордсмен, що не лише виконував денну норму, а й виконував їх дві.
За місяць роботи тим, хто виконував норми, виплачували по дев'яносто два рублі. Жартівники одразу пустили прислів'я — рос. «Дев'яносто — на пропой, два рубля — жене домой».

## Галерея

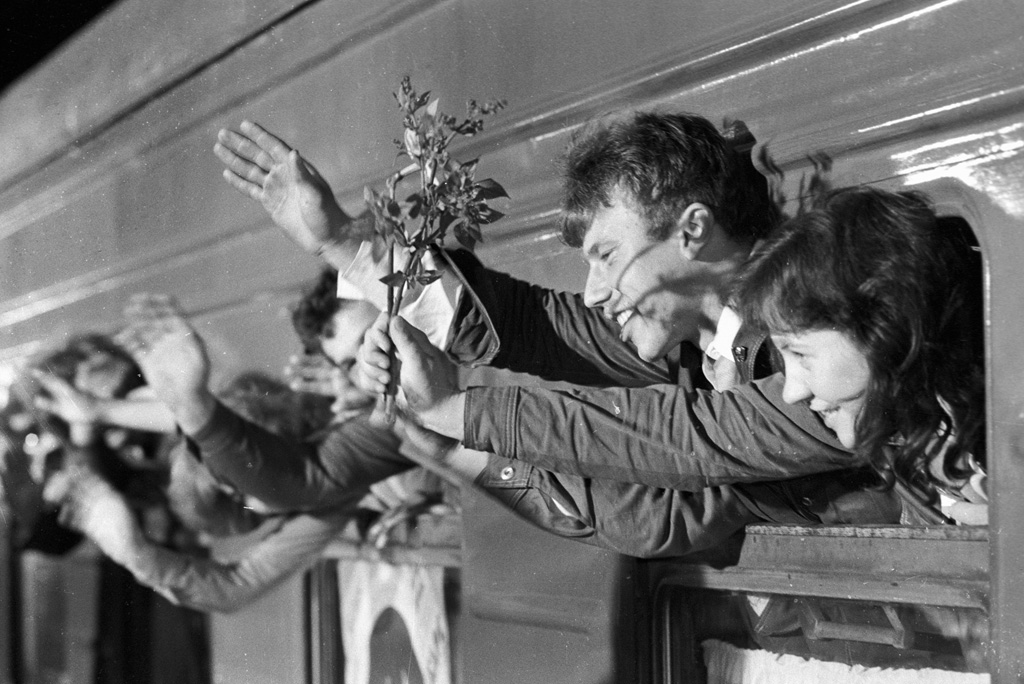
Проводи студентів на вокзалі перед відбуттям будівельних загонів на місця дислокації. 21 травня 1982 р.
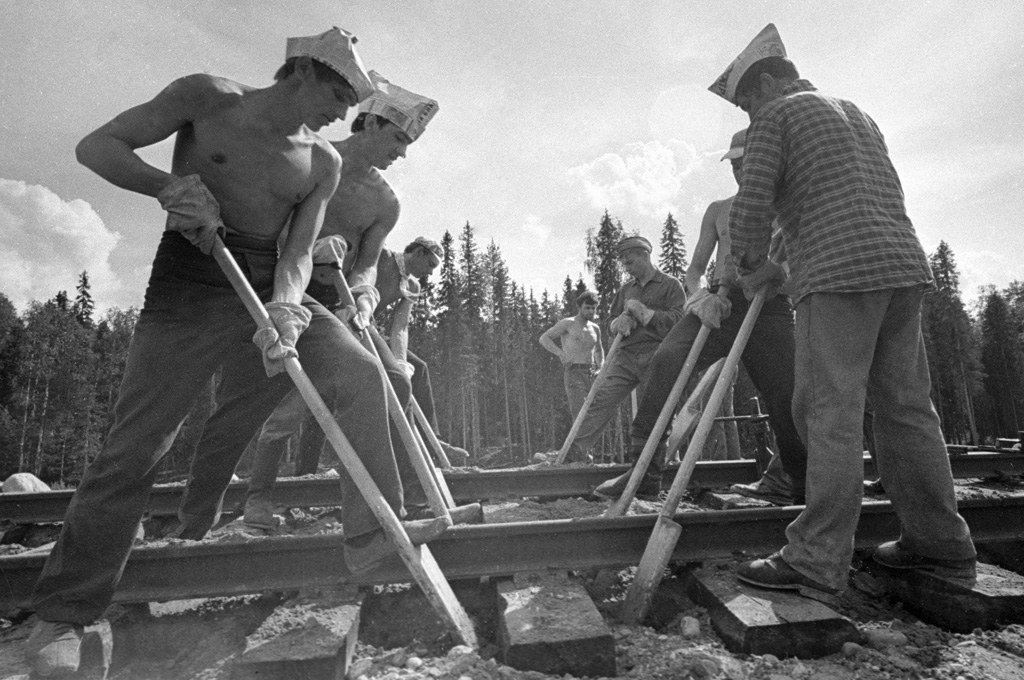
На будівництві залізниці  Архангельськ - Карпогори, Архангельська область, 1 серпня 1970 року.
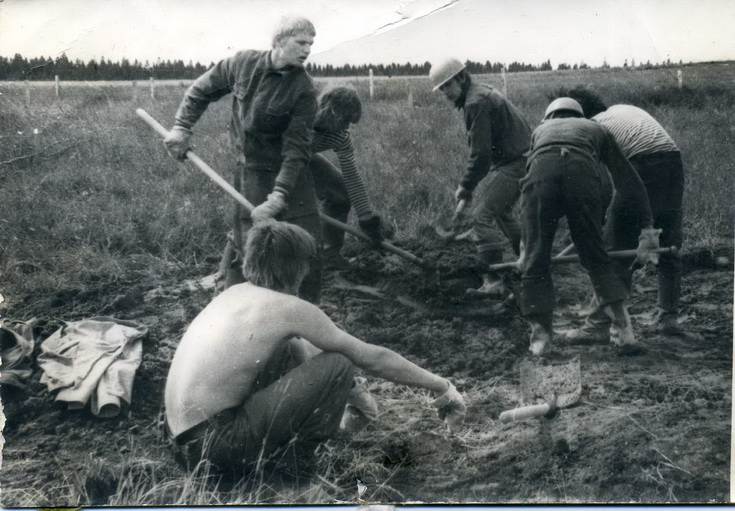
Ленінградська область, 1976 р.
1977 р.
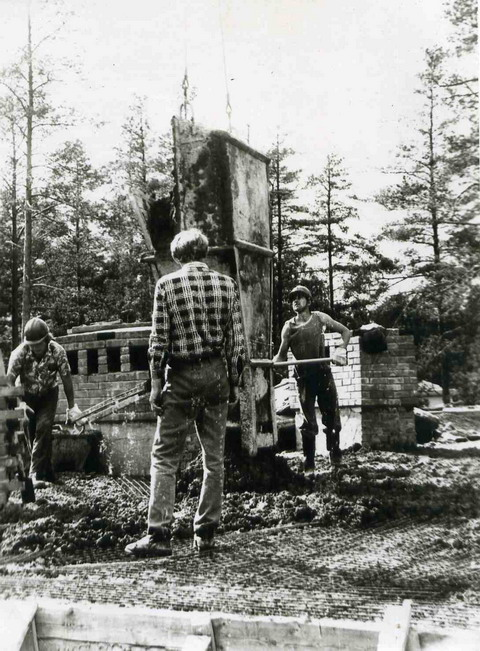
Будівництво бетонного даху студентством загону «Русь» 1977 року, Комарово, Ленінградська область
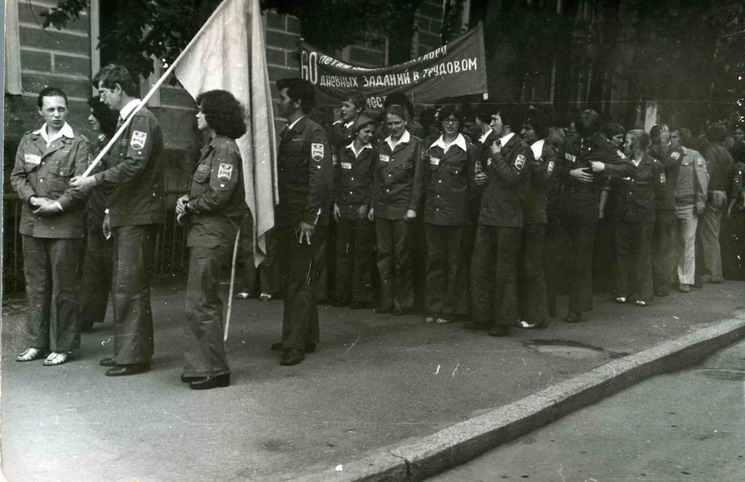
Підготовка до урочистої ходи на фестивалі студентських будівельних загонів у серпні 1977 року, м. Пушкін, Ленінградська область
Миття посуду.  Серпень 1977 р.
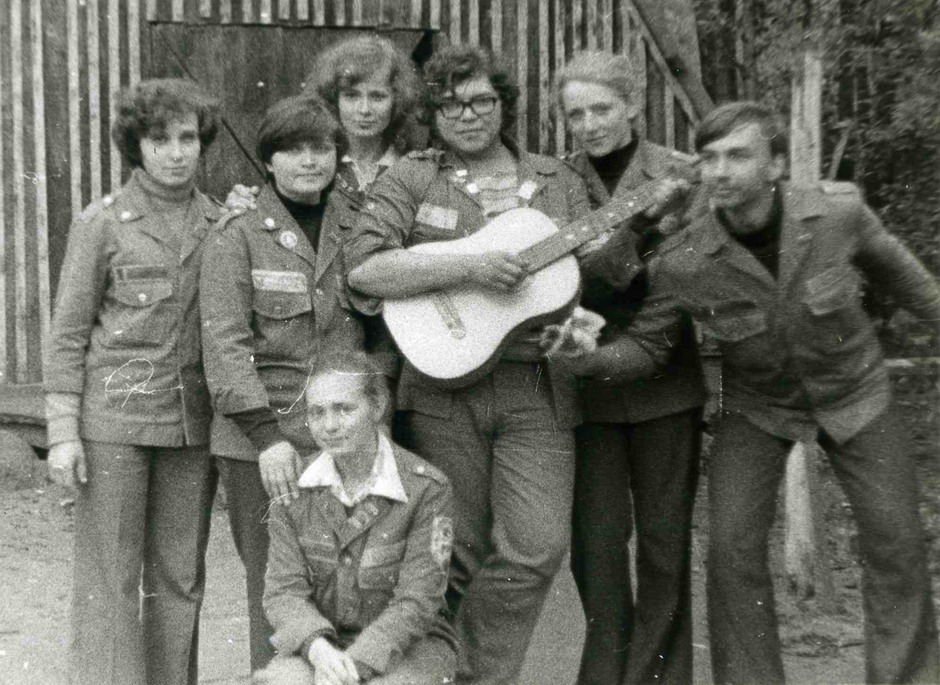
1979 р.
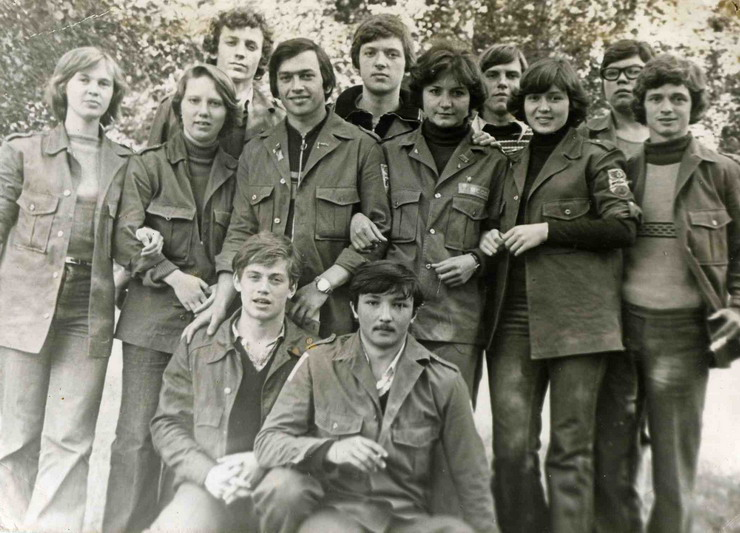
1977 р.
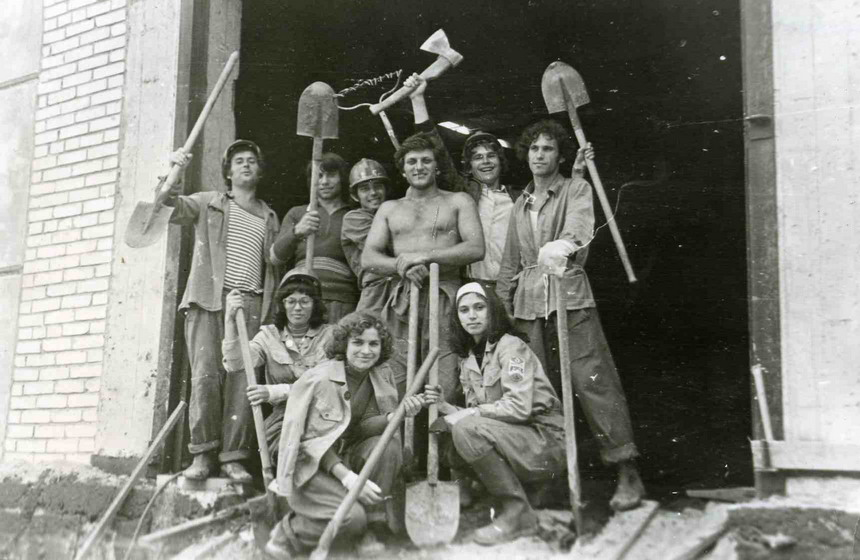
1977 р.